# Hartmut Grossmann
Hartmut Grossmann (* 19. November 1930 in Zwickau; † 13. Februar 2016 in Fulda) war ein deutscher Schriftsteller und Komponist.

## Leben
Grossmann wuchs anfänglich in Sebnitz auf. Nach dem frühzeitigen Tod seiner Eltern wurde er zunächst von einer Pflegefamilie in Zwickau, später von seinen Großeltern in Auerbach/Vogtl. erzogen. Nach dem Abitur arbeitete Grossmann von 1949 bis 1953 als Junglehrer in Lengenfeld. Auf Grund der politischen Situation verließ er die DDR und übersiedelte in die Bundesrepublik Deutschland. Dort studierte Grossmann ab 1953 an der Johannes Gutenberg-Universität Mainz Musikwissenschaft, Psychologie und Literatur.
Danach war der Psychologe als Abteilungsleiter für Arbeitswissenschaft/Werkspsychologie bei einem Stahlkonzern im Ruhrgebiet tätig. Außerdem leitete er die Arbeitsgruppe Informationen aus der Arbeitspsychologie der Wirtschaftsvereinigung der Eisen- und Stahlindustrie und war Mitglied im Beirat der Zentralen Arbeitsgruppe für Grundlagenarbeit im Psychologischen Dienst der Bundesanstalt für Arbeit.
Nach seinem Eintritt in den Ruhestand wurde Grossmann schriftstellerisch tätig und veröffentlichte Erzählungen, Gedichte, Theaterstücke sowie den autobiographischen Roman Aufzeichnungen eines Unbelesenen. Außerdem komponierte er Kammermusik.
Grossmann lebte in Wetter (Ruhr). Er war verheiratet und hat zwei Kinder.

## Publikationen
- Alltagssplitter aus meiner Restlaufzeit, 2015, Deutscher Lyrik Verlag, Aachen, ISBN 978-3-8422-4365-1
- Buch der Sprüche und schrägen Gedanken, 2013, Deutscher Lyrik Verlag, Aachen, ISBN 978-3-8422-4164-0
- Aufzeichnungen eines Unbelesenen oder Anfang im Ende, 2011, Karin Fischer Verlag, Aachen, ISBN 978-3-8422-3944-9
- Künstlertee. Komödie in vier Akten , 2010, Karin Fischer Verlag, Aachen, ISBN 978-3-89514-982-5
- Verkabelter Dominator. eine Orwellsche Komödie, 2008, Karin Fischer Verlag, Aachen, ISBN 978-3-89514-820-0
- Zwillichs Reise zu den Pyramiden. eine Geschichte , 2007, Karin Fischer Verlag, Aachen, ISBN 978-3-89514-665-7
- Zweieck für Drei und andere Geschichten , 2006, Karin Fischer Verlag, Aachen, ISBN 3-89514-614-5

## Diskographie
- musik aus der hütte, Kompositionen von Hartmut Großmann, gespielt vom Freund Quartett der Vogtland Philharmonie Greiz/Reichenbach